# Déclaration de Toulon
Déclaration sur la personnalité juridique de l'animal

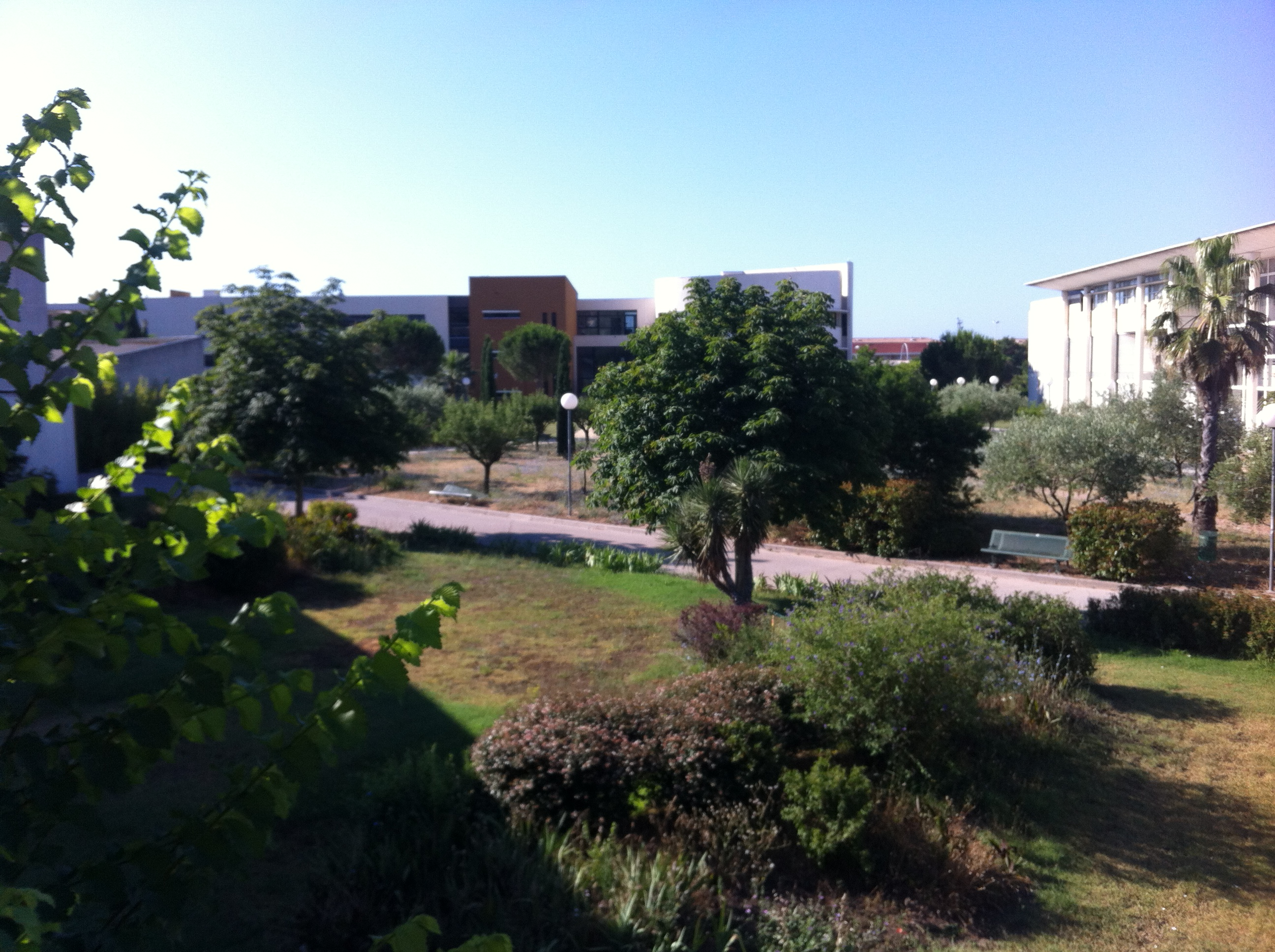
Université de Toulon

La Déclaration sur la personnalité juridique de l'animal, dite Déclaration de Toulon, proclamée le 29 mars 2019 dans les locaux de l'université de Toulon, est un texte qui demande la création d'une personnalité juridique pour les animaux.

## Historique et notoriété

### Création
Cette déclaration, « à vocation nationale et internationale » clôture le 29 mars 2019 un colloque universitaire sur la personnalité juridique de l’animal, organisé à l'université de Toulon. Le but de la déclaration de Toulon est de « refondre la catégorie des personnes pour y intégrer les personnes physiques non humaines ».

### Portée médiatique
La déclaration a été reprise dans les médias régionaux (Var Matin France bleu Provence) nationaux (France 3, France 5) et internationaux, par exemple au Brésil). Un article du journaliste Paul Sugy, titré « Un animal est-il une personne ? », paru sur le site FigaroVox, évoque également ce colloque, quatre jours après sa cloture.
En mai 2019, le site du magazine Science et Vie, par la plume de son rédacteur en chef Thomas Cavaillé-Fol évoque cette déclaration en considérant « cette volonté de ne pas créer de hiérarchie au sein du règne animal » comme une vision antispéciste. Pourtant, « On ne parle pas d’égalité des droits », précise Catherine Helayel le 31 juillet 2019 sur le site du quotidien l'Opinion. Le journal évoque également la rédaction de Déclaration de Toulon par un groupe d'universitaires, dans le cadre d'un statut juridique propre de l’animal, considéré comme « personne non-humaine ».

## Réponse juridique à la Déclaration de Cambridge
La Déclaration de Toulon proclamée depuis la faculté de droit de Toulon est une réponse juridique à la déclaration de Cambridge sur la conscience du 7 juillet 2012 dans laquelle des scientifiques de nombreux horizons, dont Stephen Hawking, ont proclamé que les animaux non humains possèdent également les substrats neurologiques de la conscience. Louis Balmond, professeur émérite de la faculté de Droit de Toulon et auteur de nombreux ouvrages de droit sur les questions humanitaires et sur le droit international, Caroline Regad et Cédric Riot, enseignants-chercheurs à l'Université, spécialistes en droit des animaux, experts du programme de l'Organisation des Nations unies, Harmony with Nature, sont les proclamateurs de la Déclaration de Toulon.
S'il est assez couramment admis, sinon débattu sur le fait que les animaux puissent posséder un certain niveau de conscience, comment le droit doit-il les appréhender ? La Déclaration de Toulon apporte une réponse juridique à cette question. Le texte s'appuie sur l’avancée des connaissances scientifiques pour affirmer qu'une personnalité juridique devrait être attribuée aux animaux,.

## Organisation et développement
En droit français, la personnalité juridique est attribuée aux personnes physiques humaines et aux personnes morales (associations, entreprises…). Même s'ils sont considérés comme « des êtres vivants doués de sensibilités », sans être assimilés à des biens meubles ou immeubles, les animaux ne sont pas dotés de la personnalité juridique. Cette déclaration vise donc la mise en place, au niveau légal, d'une nouvelle catégorie de personnes, celle des « personnes physiques non humaines » qui obtiendront des droits différents de ceux des personnes physiques humaines.
Un diplôme universitaire « Droit des animaux » a été créé afin de former des étudiants par des enseignants universitaires (co-auteurs de la déclaration) à ce droit spécifique et dont le contenu sera enseigné à distance à la promotion 2021 de l'université de Toulon. Ce diplôme maintient son indépendance, ne recevant le parrainage d'aucun mouvement associatif, afin, selon leurs créateurs, « de ne pas mêler l'éducation à la question animale et l'ambition de faire avancer celle de sa personnalité juridique ».

## Influence
La Déclaration de Toulon a pour but d’initier des changements dans les systèmes juridiques des différents états. Elle est aujourd'hui mobilisée par les acteurs qui souhaitent faire évoluer le droit des animaux. Des députés, des sénateurs,, des avocats, des associations, des chercheurs, notamment en Inde, en Amérique centrale et latine. En 2021, deux propositions de réforme institutionnelle du Mexique visant à faire des animaux des sujets de droit mentionnent la Déclaration de Toulon. En 2024, elle figure parmi les textes qui soutiennent une proposition de loi en Equateur en faveur des droits des animaux non-humains.